# شهرستان رابرتسون (کنتاکی)
شهرستان رابرتسون، کنتاکی (به انگلیسی: Robertson County, Kentucky) یک سکونتگاه مسکونی در ایالات متحده آمریکا است که در کنتاکی واقع شده‌است.